# 포뮬러 원 규정
포뮬러 원 규정은 국제자동차연맹(FIA)에 의해 제정되고 시행되며, 포뮬러 원 월드 챔피언십이 1950년 처음 열린 이래로 크게 바뀌어 왔다.

## 최근 규정

### 기술 규정

#### 차대(Chassis)
F1의 차량 크기는 폭 1800mm, 높이 950mm을 초과할 수 없다. 길이에 대한 제한은 없으나 차량의 모든 측면에서 각각의 치수를 정해놓았기 때문에 간접적인 제한이 있다고 볼 수 있으며, 그 결과로 대부분의 차량이 거의 비슷한 크기를 가지고 있다.
차량은 반드시 차체 외부에 조향용 앞바퀴 2개와 뒷바퀴 2개 도합 4개의 바퀴만을 달고 있어야 한다. 바퀴와 차체와의 최소 간격은 규정으로 제한되어 있다.
주 차대는 조종석(Cockpit)을 둘러싸고 있는 세이프티 셀(Safety Cell)을 포함하며, 이는 조종석 전방으로부터의 충격을 완화시키도록 설계되어 있다. 연료탱크는 조종석 바로 뒤에 위치한다. 덧붙여, 차량은 전복방지구조를 드라이버의 전방 및 후방에 포함해야 한다. 드라이버는 스티어링 휠을 탈거하는 것 이외의 다른 조작을 거치지 않고서 조종석에서 빠져나올 수 있어야 한다.
시즌 시작시에 검사받은 차량에 장착된 컴퓨터 및 전자장치는 사전 허용이 없이는 바꾸지 못한다. 전자시동장치와 출발제어장치는 금지된다. 컴퓨터에는 원격 사고 데이터 기록 시스템을 장착해야 한다.

#### 재급유
2010년부터 재급유가 더 이상 허용되지 않고 모든 차량은 경기 전 한번의 주유만 가능하다. 이로 인한 연료탱크의 용량 증가로 2010년 차량은 2009년 차량에 비해 22cm정도 더 길어졌다.

#### 타이어
2007년부터 하나의 타이어 공급사가 전체 타이어를 공급하고 있다. 타이어 공급사(현재 피렐리)는 네 가지 종류의 드라이 타이어를 공급하는데, 각 경기당 두 종류를 사용할 수 있다. 이는 프라임 타이어(하드와 미디엄)와 옵션 타이어(소프트와 수퍼소프트)로 나뉜다. 프라임 타이어는 옵션 타이어보다 내구성이 더 뛰어나지만 옵션 타이어의 접지력이 더 뛰어나므로 프라임 타이어를 사용하는 것 보다 더 빠른 랩 타임이 가능하다. 추가적으로 우천시를 대비하여 인터미디어트 타이어와 웻 타이어를 공급한다. 각각의 타이어는 옆면에 표기된 피렐리 사의 로고 색깔로 종류를 구별할 수 있다. 빨간색은 수퍼소프트, 노란색은 소프트, 흰색은 미디엄 그리고 은색은 하드 타이어이며 하늘색은 인터미디어트이고 주황색은 웻 타이어를 의미한다. 그러나 색깔로 종류를 구별하기 쉽지 않았기 때문에 2011 시즌 초반, 옵션 타이어의 가장자리에 흰색 띠를 둘러서 시각적으로 구별이 더 쉽게 하였다. 이러한 임시 처방은 말레이시아 GP와 중국 GP에서 사용되었고, 남은 경기에서는 피렐리사의 로고를 따라 색을 입힌 띠를 두름으로써 문제를 해결하였다.
참가자들은 그랑프리가 진행되는 동안 한정된 수량의 타이어만을 사용할 수 있다. 수량은 드라이 타이어는 11세트, 인터미디어트는 4세트, 웻 타이어는 3세트이다. 연습경기가 진행되는 동안 드라이 타이어는 3세트만을 사용할 수 있으며 두 번째와 세 번째 세션이 시작되기 전 반드시 반납하여야 한다. 드라이 타이어로 예선과 결선이 시작될 경우, 3차 예선에 참가한 드라이버는 예선에서 그리드 순위가 결정되었을 때의 타이어로 결선시 출발해야 한다. 결선 경기 중에 인터미디어트와 웻 타이어가 사용되지 않은 경우에는 반드시 드라이 타이어의 두 가지 종류(프라임, 옵션)을 모두 사용하여야 한다.
예선에 앞서, 웻 타이어와 인터미디어트 타이어는 경기 감독관의 판단에 따라서만 사용이 가능하다. 폭우로 인해 세이프티 카의 뒤에서 결선이 시작되는 경우 차량은 반드시 피트에서 웻 타이어를 장착해야 한다.
타이어를 예열하기 위한 히터는 타이어의 외부에서만 사용할 수 있다.

### 경기 규정

#### 파크 퍼미 (Parc fermé)
각각의 예선 세션 중 중량 측정이 끝나면, 각 팀들은 파크 퍼미라고 알려진 FIA가 지정한 패독의 한 장소로 차량을 가져가야 한다. 이 곳에서 팀은 다음날 아침 파크 퍼미에서 차량이 나올 때까지 일상적인 유지보수 외에 다른 작업을 할 수 없다.
만약 팀이 이를 어기고 차체 수정이나 서스펜션의 조정과 같은 작업을 한다면 해당 차량은 결선시 그리드에 서지 못하고 피트레인에서 출발해야 한다.

#### 깃발
| 깃발 | Pantone 값   | 명칭       | 의미 |
| ---- | ------------ | ---------- | --- |
|      | YellowC      | 황색기     | - 황색기는 사고로 인해 데브리(파편)가 떨어져 있는 경우와 같이 전방에 위험 요소가 있다는 것을 알리는 역할을 한다. 드라이버는 해당 구역을 지날 때 반드시 서행해야 하며 불가피한 상황이 아닌 한 추월은 허용되지 않는다. - 황색기가 두 개 겹쳐서 펄럭일 경우에는 전방에 중대한 사고가 일어났다는 것을 의미한다. 드라이버는 반드시 서행해야 하며 차량의 정지에 대비해야 한다. 한 바퀴 이상 뒤쳐진 드라이버를 추월하는 것 이외에는 추월이 허용되지 않는다. - 황색기와 SC 보드(흰 바탕에 검은 글씨로 "SC"라고 쓰여진 대형 안내판)가 함께 등장하는 경우는 세이프티 카(Safety Car)가 투입되었다는 것을 의미한다. 드라이버들은 반드시 서행해야 하며 추월은 허용되지 않는다. 드라이버는 트랙 내의 위험 요소로 인해 정상적인 주행 경로를 벗어나거나 정지하는 것에 대비해야 한다. |
|      | 348C         | 녹색기     | 녹색기는 이전에 발생한 위험 상황이 종료되었음을 의미한다. 트랙이 정리되었으므로 드라이버들은 정상적으로 경기를 진행할 수 있으며 추월도 가능하다. 녹색기는 경기감독관이 지시하는 경우, 포메이션 랩(Formation Lap, 혹은 Parade Lap)이 진행될때나 연습 세션이 시작될 때 나타날 수 있다. 이 경우 모든 진행요원들이 위치한 자리에서 녹색기가 등장한다. 현대의 포뮬러 원 경기에서는 녹색등을 점멸하는 것으로 깃발에 추가하여 사용한다. |
|      | 186C         | 적색기     | 적색기는 연습 세션, 예선 그리고 결선 경기의 중단을 의미한다. 진행요원이 위치한 모든 자리에서 적색기가 등장한다. 피트에 있는 드라이버는 피트를 벗어날 수 없으며 트랙 위에 있는 모든 드라이버는 적색기가 위치한 곳으로 주의하여 이동한 후 정지한다. 차후에 그곳에서 정정된 지시가 내려지며 경기감독관의 지시에 따라 경기가 재개되거나 종료될 것이다. 최근에는 적색등을 점멸하는 것으로 깃발에 추가하여 사용한다. 세이프티 카가 투입될 경우 모든 차량들은 세이프티 카가 피트레인으로 들어갈 때까지 뒤를 따라가야 한다. |
|      | 298C         | 청색기     | - 피트레인 출구에 위치한 연한 청색기는 피트레인 출구로 나가는 드라이버에게 트랙에서 차량이 접근 중임을 경고하는 의미이다. - 연습 경기 중, 연한 청색기가 펄럭인다면 뒤에서 더 빠른 차량이 접근하고 있으니 트랙의 한쪽으로 비키라는 의미이다. - 결선 경기 중에 연한 청색 깃발이 펄럭인다면 1랩 이상 뒤쳐진 차량에게 더 빠른 차량이 접근하고 있으니 반드시 양보하라는 의미이다. 이 깃발을 세번 이상 무시한다면 페널티를 받게 된다. |
|      | White        | 백색기     | 백색기는 중도 탈락한 차량이나 앰뷸런스, 견인차와 같이 저속으로 이동하는 차량이 있다는 것을 알림으로써 드라이버에게 서행할 것을 지시하는 역할이다. |
|      | BlackC       | 흑색기     | 흑색기는 특정 드라이버의 실격을 의미하며 다음 랩에 피트로 들어갈 것을 지시하는 깃발이다. 이 깃발은 실수를 방지하기 위해 해당 드라이버의 번호를 적은 안내판과 함께 나타난다. |
|      | BlackC/White | 체커기     | 흑백의 바둑판 무늬 깃발은 연습 세션과 예선, 그리고 결선 경기의 종료를 나타낸다. 경기의 우승자는 체커기를 처음 받게 되며 그 이외의 드라이버는 결승선을 통과할때나 예정된 종료 시각에 깃발이 보이게 된다. |
|      | BlackC/White | 흑백반기   | 흑백반기는 특정 드라이버의 행위가 정정당당하지 않으며 당장 해당 행위를 중지하지 않으면 실격할 수 있음을 알린다. 깃발에 해당 차량의 번호를 함께 보여준다. |
|      | BlackC/151C  | 오렌지볼기 | 검정 바탕에 주황색 원이 그려진 깃발은 해당 차량에 기계적 문제가 발생하여 위험이 발생할 수 있을 때 피트로 들어갈 것을 지시한다. 차량의 번호를 함께 보여준다. |
|      | YellowC/186C | 오일기     | 적색과 황색의 줄무늬로 이루어진 이 깃발은 트랙의 표면이 미끄럽거나 차량 파편이 있음을 경고하는 깃발이다. 트랙이 미끄러운 이유는 차량에서 흘러나온 오일 때문일 수도 있고 비가 오기 시작해서 일수도 있다. 해당 구역에서 드라이버는 반드시 서행해야 한다. |

## 참고 문헌
- “FIA International Sporting Code & Appendices, 2006”. Fédération Internationale de l'Automobile. 2005년 12월 27일에 원본 문서에서 보존된 문서. 2005년 12월 20일에 확인함.
- “FIA Formula One World Championship Regulations, 2006”. Fédération Internationale de l'Automobile. 2015년 3월 22일에 원본 문서에서 보존된 문서. 2005년 12월 20일에 확인함.
- “2008 Formula One Technical Regulations”. Fédération Internationale de l'Automobile. 2005년 12월 31일에 원본 문서에서 보존된 문서. 2005년 12월 21일에 확인함.